# Christian Gäbler
Christian Gäbler (* 21. November 1964 in Tamsweg) ist ein österreichischer Unfallchirurg und Sporttraumatologe und Spezialist für Arthroskopie und minimal-invasive Operationen an Knie und Schulter, sowie der Diagnose und Therapie von Sportverletzungen.
Christian Gäbler erlangte öffentliche Bekanntheit für sein Engagement in der medizinischen Betreuung sportlicher Großveranstaltungen wie der EURO 2008 und des Vienna City Marathons, als Teamarzt des österreichischen Nationalteam American Football und als Fachexperte für Sportverletzungen für das Österreichische Gesundheitsministerium.

## Werdegang
Nach dem Studium der Medizin an der Universität Wien (1986–1990) mit Promotion 1991 und einem sechsmonatigen Aufenthalt in Indien und Nepal, begann Christian Gäbler seine medizinische Arbeit an der I. Universitätsklinik für Unfallchirurgie in Wien. 1998 schloss er die Ausbildung zum Facharzt für Unfallchirurgie ab, es folgten Forschungs- und Arbeitsaufenthalte in den USA und Großbritannien. 1999 kehrte er an die Universitätsklinik für Unfallchirurgie in Wien zurück und intensivierte hier seine Forschungstätigkeit.
Habilitation im Fach Unfallchirurgie im Jahre 2001 und Additivfach Sporttraumatologie im Jahr 2003.
Von 2001 bis 2007 war Christian Gäbler mit dem Aufbau und der Leitung der Sportambulanz an der Universitätsklinik für Unfallchirurgie Wien betraut. Neben seiner wissenschaftlichen Arbeit an der Universitätsklinik organisierte er von 2002 bis 2008 das Wiener Zukunftssymposium. Von Mai 2005 bis März 2007 war er stv. Leiter der Universitätsklinik für Unfallchirurgie Wien. In dieser Zeit war er auch verantwortlich für die medizinische Betreuung während der EU-Ratspräsidentschaft Österreichs.
2008 gründet Gäbler eine sportmedizinische Privatpraxis und erstellt als Chief Medical Officer der UEFA das medizinische Konzept zur Betreuung der EURO 2008 in Österreich. Nach der schweren Sprunggelenksverletzung des Kapitäns der italienischen Nationalmannschaft Fabio Cannavaro wurde der Weltmeister vom italienischen Teamarzt Andrea Feretti gemeinsam mit Gäbler operiert.
Christian Gäbler war seit 2002 auch als Organisator von internationalen Kongressen und Symposien tätig, sowie als Leiter und Instruktor etlicher Workshops und Symposien zum Thema Sportverletzungen, sowie endoskopische und minimal invasive Wirbelsäulenstabilisierung.
2014 entstand in Kooperation mit der Privatklinik Josefstadt – Confraternität und der Privatordination von Gäbler das Zentrum für Sport- und Gelenkchirurgie.

## Wissenschaftliche Leistungen
Christian Gäbler ist Autor prospektiver und retrospektiver Studien als Erst- und Koautor. Er hat 80 Originalarbeiten in Fachjournalen veröffentlicht, sowie 300 Vorträge als Erst-, Co- und Seniorautor verfasst, unter anderem in Journal of Trauma, Injury, Journal of Bone and Joint Surgery, Journal of Hand Surgery, Spine, Unfallchirurg etc.

## Ämter und Mitgliedschaften
Christian Gäbler ist seit 1999 Mitglied im Editorial Board und Reviewer der international renommierten Zeitschrift „Injury“, seit 2001 Reviewer für das Journal of Vascular Surgery, seit 2003 Mitglied im Advisory Board und Reviewer für das European Journal of Trauma. Er war von 2003 bis 2008 PR-Beauftragter der Österr. Gesellschaft für Unfallchirurgie (ÖGU) und von 2004–2008 Leiter des Arbeitskreises „Osteoporose“ der ÖGU. Er ist seit 2004 Reviewer für das Journal of Controlled Release und seit 2004 Mitglied im Consultant Board und Reviewer für das Journal of European Surgery.
Christian Gäbler war von 2003 bis 2009 Vorstandsmitglied des Gerhard Küntscher Kreises und von 2004 bis 2010 Vorstandsmitglied der Wiener Medizinischen Akademie.
Gäbler ist Mitglied der European Society of Sports Traumatology, Knee Surgery and Arthroskcopy (ESSKA), Mitglied der Gesellschaft für Arthroskopie und Gelenkchirurgie (AGA), Mitglied der Gesellschaft für Orthopädisch-Traumatologische Sportmedizin (GOTS), Mitglied der Deutschen Gesellschaft für Orthopädie und Unfallchirurgie (DGOOC) und Mitglied der Österreichischen Gesellschaft für Unfallchirurgie (ÖGU).

## Publikationen
- C. Gaebler, N. Matis, A. Rohrbacher, O. Kwasny, V. Vécsei: Functional Assessment of the Shoulder: Vienna Shoulder Score (VSS) versus UCLA Score. In: Osteosynthese International. Band 6, 1998, S. 271–276. PMID 9246995.
- C. Gaebler, S. Stanzl-Tschegg, G. Heinze, B. Holper, T. Milne, G. Berger, V. Vécsei: Fatigue strength of locking screws and prototypes used in solid tibial nails: A biomechanical study. In: J Trauma. Band 47, 1999, S. 379–384. PMID 10452477.
- C. Gaebler, M. McQueen: Ulnar procedures for posttraumatic disorders of the distal radioulnar joint. In: Injury. Band 34, 2003, S. 47–59. PMID 12531377.
- Ch. Gaebler: Injuries of the Anterior Cruciate Ligament (ACL): What is state of the art. In: Eur Surg. Band 36, 2004, S. 4–12, doi:10.1007/s10353-004-0030-6.
- C. Gaebler, R. Schmidt, M. Schurz, S. Ortner, V. Vécsei: The introduction of an Artificial Ligament for reconstruction of the Anterior Cruciate Ligament. A department´s critical review of complicatios and problems. In: Osteo Trauma Care. Band 14, 2006, S. 51–53 (Abstract).
- C. Gaebler, M. M. McQueen, V. Vécsei, C. B. Court-Brown: Reamed versus minimally reamed nailing: a prospectively randomised study of 100 patients with closed fractures of the tibia. In: Injury. (2011) 42; Suppl 4: 17–21, doi:10.1016/S0020-1383(11)70007-9.